# Myelobia bimaculata
Myelobia bimaculata is een vlinder uit de familie van de grasmotten (Crambidae). De wetenschappelijke naam van deze soort is voor het eerst voorgesteld als Xanthopherne bimaculata door Harold Edmund Box in een publicatie uit 1931.
De soort komt voor in Venezuela en Peru.